# Чемеричный
Чемеричный — посёлок в Сергиевском районе Самарской области России. Входит в состав сельского поселения Елшанка.

## География
Посёлок находится в северо-восточной части Самарской области, в пределах Высокого Заволжья, в лесостепной зоне, на левом берегу реки Сок, на расстоянии примерно 25 км (по прямой) к юго-западу от села Сергиевск, административного центра района. Абсолютная высота — 42 м над уровнем моря.
Климат
Климат характеризуется как умеренно континентальный, с холодной малоснежной зимой и жарким сухим летом. Среднегодовая температура воздуха — 4 °С. Средняя температура воздуха самого тёплого месяца (июля) — 26,3 °C (абсолютный максимум — 39 °C); самого холодного (января) — −12,8 °C (абсолютный минимум — −48 °C). Снежный покров держится в течение 150 дней.
Часовой пояс
Посёлок Чемеричный, как и вся Самарская область, находится в часовой зоне МСК+1. Смещение применяемого времени относительно UTC составляет +4:00.

## Население
| 2008 | 2010 |
| ---- | ---- |
| 14   | ↗15  |

Половой состав
По данным Всероссийской переписи населения 2010 года, в гендерной структуре населения мужчины составляли 53,3 %, женщины — соответственно 46,7 %.
Национальный состав
Согласно результатам переписи 2002 года, в национальной структуре населения русские составляли 100 % из 23 чел.